# Fußball-Weltmeisterschaft der Frauen 2023/Deutschland
Dieser Artikel behandelt die deutsche Fußballnationalmannschaft der Frauen bei der Fußball-Weltmeisterschaft der Frauen 2023 in Australien und Neuseeland und der Qualifikation dazu. Deutschland nahm zum neunten Mal an der Endrunde teil und schied zum ersten Mal nach der Gruppenphase aus. Die deutsche Mannschaft verlor dadurch in der FIFA-Weltrangliste die meisten Punkte und fiel um vier Plätze auf Rang 6, den historischen Tiefstand.

## Qualifikation
Gegner in der Qualifikation waren Portugal, erstmals Serbien und Israel sowie die Türkei und Bulgarien. Der Gruppensieger würde sich direkt qualifizieren, der Gruppenzweite wäre für die Playoffspiele um einen weiteren WM-Startplatz qualifiziert.
Die deutsche Mannschaft begann im September 2021 mit zwei Heimsiegen (7:0 gegen Bulgarien und 5:1 gegen Serbien), gewann dann im Oktober in Israel mit 1:0 und fünf Tage später in Essen mit 7:0 gegen die Israelinnen. Das Länderspieljahr wurde mit Siegen gegen die Türkei (8:0) und in Portugal (3:1) abgeschlossen. Im Februar nahm die Mannschaft am Arnold Clark Cup teil, wo sie nur im ersten Spiel gegen Spanien einen Punkt holte, gegen Olympiasieger Kanada aber mit 0:1 und Gastgeber England mit 1:3 verlor. Im nächsten Qualifikationsspiel gelang ein 3:1-Sieg gegen Portugal, womit drei Tage später in Serbien ein Punkt zur vorzeitigen Qualifikation gereicht hätte. Die Mannschaft verlor aber mit 2:3, womit die Qualifikation wieder offen war. Bei der wegen der COVID-19-Pandemie dazwischen geschobenen EM-Endrunde in England zeigte die Mannschaft aber eine überzeugende Leistung und verlor erst im Finale gegen die Gastgeberinnen mit 1:2 nach Verlängerung. Im vorletzten Qualifikationsspiel, knapp einen Monat nach dem EM-Finale, wurde dann mit einem 3:0-Sieg in der Türkei die Qualifikation perfekt gemacht und auch das letzte Spiel in Bulgarien gewonnen (8:0).
Insgesamt wurden 30 Spielerinnen eingesetzt, von denen nur Jule Brand und Svenja Huth alle zehn Spiele mitmachten, wobei Brand je fünfmal ein- und ausgewechselt wurde.
Auf je neun Einsätze kamen Merle Frohms, Lina Magull (8 Aus- und 1 Einwechslung), Lea Schüller und Tabea Waßmuth (7 Ein- und 2 Auswechslungen). 17 Spielerinnen wurden mindestens in der Hälfte der Spiele eingesetzt. Beste Torschützin war Lea Schüller mit 15 Toren, die damit zweitbeste Torschützin der Qualifikation war. Laura Freigang war mit fünf Toren zweitbeste deutsche Torschützin. Insgesamt trugen 14 Spielerinnen und eine gegnerische Spielerin zu den 47 Toren bei.

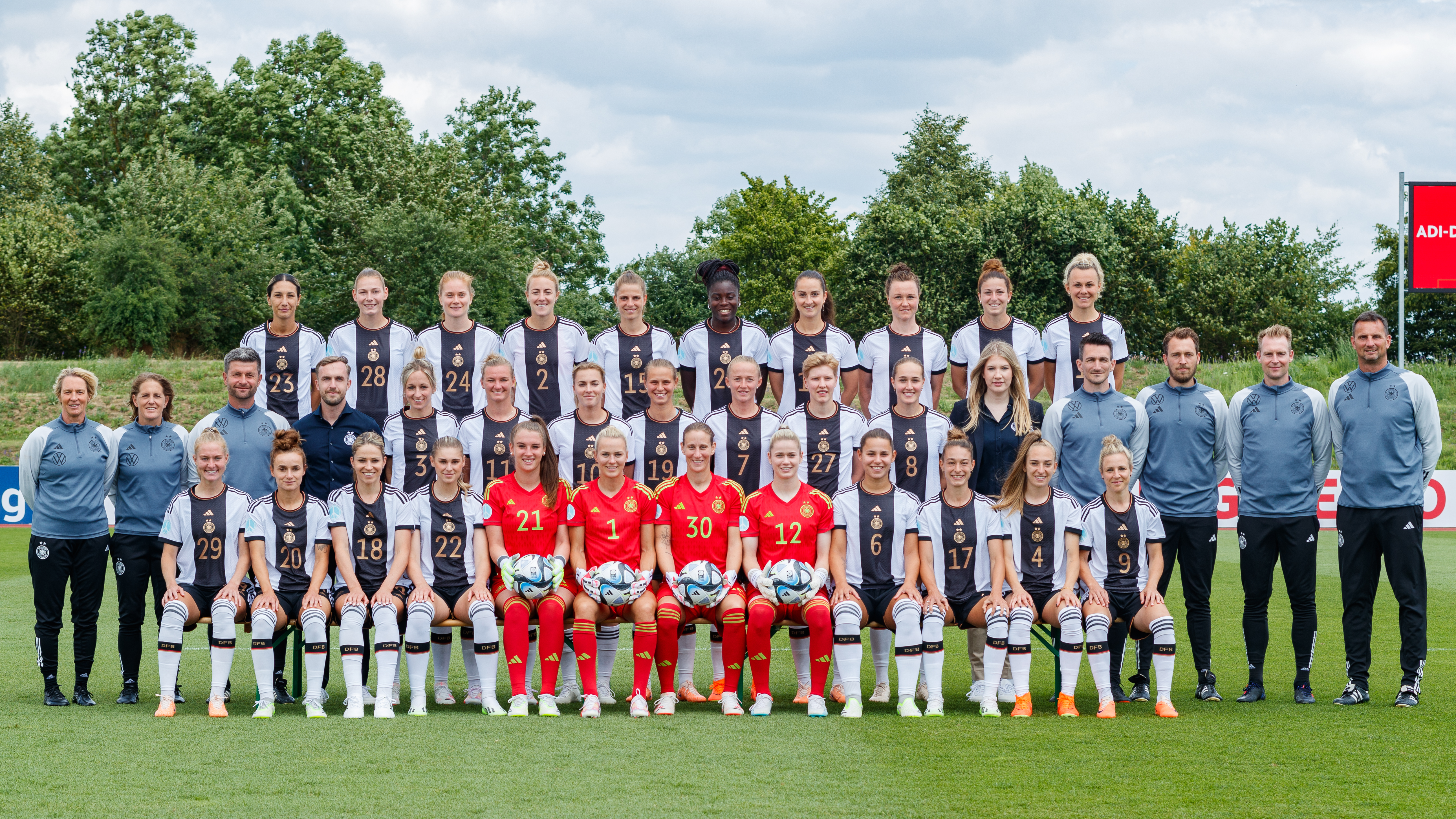
Kader in der letzten Woche vor der Abreise zur Endrunde

### Abschlusstabelle
| Pl. | Land        | Sp. | S | U | N  | Tore    | Diff. | Punkte |
| --- | ----------- | --- | - | - | -- | ------- | ----- | ------ |
| 1.  | Deutschland | 10  | 9 | 0 | 1  | 047:500 | +42   | 27     |
| 2.  | Portugal    | 10  | 7 | 1 | 2  | 026:900 | +17   | 22     |
| 3.  | Serbien     | 10  | 7 | 0 | 3  | 026:140 | +12   | 21     |
| 4.  | Türkei      | 10  | 3 | 1 | 6  | 009:260 | −17   | 10     |
| 5.  | Israel      | 10  | 3 | 0 | 7  | 007:250 | −18   | 09     |
| 6.  | Bulgarien   | 10  | 0 | 0 | 10 | 001:370 | −36   | 0      |

#### Spiele
| 18.09.2021 | Cottbus      | Deutschland | – | Bulgarien   | 7:0 (3:0) | – Dallmann (2), Magull (2), Schüller (2), Waßmuth          |
| 21.09.2021 | Chemnitz     | Deutschland | – | Serbien     | 5:1 (0:1) | – Schüller (4), Leupolz                                    |
| 21.10.2021 | Petach Tikwa | Israel      | – | Deutschland | 0:1 (0:1) | – Huth                                                     |
| 26.10.2021 | Essen        | Deutschland | – | Israel      | 7:0 (4:0) | – Brand (2), Däbritz, Freigang, Magull, Rauch, Waßmuth     |
| 26.11.2021 | Braunschweig | Deutschland | – | Türkei      | 8:0 (3:0) | – Schüller (3), Brand, Bühl, Freigang, Nüsken + 1 Eigentor |
| 30.11.2021 | Faro         | Portugal    | – | Deutschland | 1:3 (1:3) | – Huth, Leupolz, Schüller                                  |
| 09.04.2022 | Bielefeld    | Deutschland | – | Portugal    | 3:0 (1:0) | – Bühl, Oberdorf, Rauch                                    |
| 12.04.2022 | Stara Pazova | Serbien     | – | Deutschland | 3:2 (1:0) | – Schüller, Waßmuth                                        |
| 03.09.2022 | Bursa        | Türkei      | – | Deutschland | 0:3 (0:0) | – Bühl, Rauch (Elfm.), Schüller                            |
| 06.09.2022 | Plowdiw      | Bulgarien   | – | Deutschland | 0:8 (0:3) | – Freigang (3), Schüller (3), Huth (Elfm.), Lohmann        |

## Vorbereitung
Die Vorbereitung zur WM begann mit einem Freundschaftsspiel gegen Frankreich im Oktober 2022. Im November spielte die Mannschaft zweimal in den USA gegen Weltmeister USA. Nach einem 2:1-Sieg im ersten Spiel wurde das zweite Spiel nach 1:0-Führung mit 1:2 verloren. Ins WM-Jahr startete die Mannschaft mit einem Trainingslager vom 14. bis 19. Februar im spanischen Marbella mit einem inoffiziellen Testspiel über 2×30 und 1×45 Minuten gegen WM-Neuling Irland. Am 21. Februar 2023 kam die Mannschaft in Duisburg gegen Schweden zu einem torlosen Remis. Am 7. April kam es zum Nachbarschaftsduell in Sittard gegen die Niederlande, das mit 1:0 gewonnen wurde; vier Tage später folgte in Nürnberg ein 1:2 gegen Südamerikameister Brasilien. Das Spiel gegen Brasilien war auch das Abschiedsspiel von Dzsenifer Marozsán, die am 13. März ihren Rücktritt aus der Nationalmannschaft erklärt hatte. Zum Abschluss der Vorbereitung gab es Spiele am 24. Juni in Offenbach am Main und 7. Juli in Fürth und gegen die WM-Neulinge Vietnam (2:1 ohne Spielerinnen des FC Bayern München) und Sambia (2:3, erste Niederlage gegen eine afrikanische Mannschaft und erste Niederlage im letzten Testspiel vor einer WM), gegen die noch nie gespielt wurde.
Als Quartier hatte die Mannschaft für die WM das Mercure Kooindah Waters in Wyong, nördlich von Sydney. Trainiert wurde auf dem Central Coast Regional Sporting & Recreation Complex.

## Kader
Am 31. Mai wurde ein erweiterter Kader mit 28 Spielerinnen bekannt gegeben, der noch auf 23 Spielerinnen reduziert werden musste. Am 5. Juni wurden für den ersten WM-Vorbereitungslehrgang Janina Minge, Carlotta Wamser und Melissa Kössler nachnominiert, da die Spielerinnen des FC Bayern München zunächst nicht zur Verfügung standen und die Spielerinnen des VfL Wolfsburg am 3. Juni noch das Champions-League-Finale bestritten hatten. Am 24. Juni musste Carlotta Wamser, am 5. Juli Paulina Krumbiegel (beide wegen muskulärer Probleme) aus dem Kader gestrichen werden. Am 8. Juli wurde der finale Kader benannt. Gestrichen wurden neben den schon zuvor verletzt abgereisten Carlotta Wamser und Paulina Krumbiegel noch Sarai Linder, Tabea Sellner, Ena Mahmutovic und Melanie Kössler. Da sich Carolin Simon im Länderspiel gegen Sambia einen Kreuzbandriss zuzog, fiel auch sie aus. Janina Minge flog als Backup mit nach Australien.
| Nr.                                    | Spielerin                | Geburts- datum    | Debüt | Verein                 | Länder- spiele | Länder- spieltore | Letzter Einsatz | WM-Spiele / -Tore                            | WM 2023 | WM 2023 | WM 2023     | WM 2023         | WM 2023    | WM 2023 |
| Nr.                                    | Spielerin                | Geburts- datum    | Debüt | Verein                 | Länder- spiele | Länder- spieltore | Letzter Einsatz | WM-Spiele / -Tore                            | Sp.     | Tor     | Gelbe Karte | Gelb-Rote Karte | Rote Karte |         |
| Tor                                    | Tor                      | Tor               | Tor   | Tor                    | Tor            | Tor               | Tor             | Tor                                          | Tor     | Tor     | Tor         | Tor             | Tor        |         |
| -------------------------------------- | ------------------------ | ----------------- | ----- | ---------------------- | -------------- | ----------------- | --------------- | -------------------------------------------- | ------- | ------- | ----------- | --------------- | ---------- | ------- |
| 12                                     | Ann-Katrin Berger        | 9. Oktober 1990   | 2020  | FC Chelsea             | 6              | 0                 | 11. April 2023  |                                              |         |         |             |                 |            |         |
| 01                                     | Merle Frohms             | 28. Januar 1995   | 2018  | VfL Wolfsburg          | 41             | 0                 | 24. Juli 2023   | 0 (2019)                                     | 3       |         |             |                 |            |         |
| 21                                     | Stina Johannes           | 23. Januar 2000   | –     | Eintracht Frankfurt    | 0              | 0                 | –               |                                              |         |         |             |                 |            |         |
| Abwehr                                 |                          |                   |       |                        |                |                   |                 |                                              |         |         |             |                 |            |         |
| 23                                     | Sara Doorsoun            | 17. November 1991 | 2016  | Eintracht Frankfurt    | 46             | 1                 | 24. Juli 2023   | 5 (2019)                                     | 2       |         |             |                 |            |         |
| 02                                     | Chantal Hagel            | 20. Juli 1998     | 2022  | TSG 1899 Hoffenheim    | 11             | 0                 | 24. Juli 2023 ▲ |                                              | 3       |         |             |                 |            |         |
| 05                                     | Marina Hegering          | 17. April 1990    | 2019  | VfL Wolfsburg          | 29             | 3                 | 7. Juli 2023 ▼  | 5 (2019)                                     | 1       |         | 1           |                 |            |         |
| 03                                     | Kathrin Hendrich         | 6. April 1992     | 2014  | VfL Wolfsburg          | 59             | 5                 | 24. Juli 2023   | 2 (2019)                                     | 3       |         |             |                 |            |         |
| 04                                     | Sophia Kleinherne        | 12. April 2000    | 2019  | Eintracht Frankfurt    | 27             | 1                 | 24. Juni 2023 ▲ |                                              |         |         |             |                 |            |         |
| 15                                     | Sjoeke Nüsken            | 22. Januar 2001   | 2021  | Eintracht Frankfurt    | 17             | 2                 | 7. Juli 2023 ▲  |                                              | 1       |         |             |                 |            |         |
| 17                                     | Felicitas Rauch          | 30. April 1996    | 2015  | VfL Wolfsburg          | 34             | 4                 | 24. Juli 2023 ▼ |                                              | 1       |         |             |                 |            |         |
| Mittelfeld und Angriff                 |                          |                   |       |                        |                |                   |                 |                                              |         |         |             |                 |            |         |
| 16                                     | Nicole Anyomi            | 10. Februar 2000  | 2021  | Eintracht Frankfurt    | 17             | 1                 | 24. Juli 2023 ▲ |                                              | 3       |         | 1           |                 |            |         |
| 22                                     | Jule Brand               | 16. Oktober 2002  | 2021  | VfL Wolfsburg          | 33             | 7                 | 24. Juli 2023   |                                              | 3       |         |             |                 |            |         |
| 19                                     | Klara Bühl               | 7. Dezember 2000  | 2019  | FC Bayern München      | 36             | 15                | 24. Juli 2023 ▼ | 3 (2019)                                     | 3       | 1       |             |                 |            |         |
| 13                                     | Sara Däbritz             | 15. Februar 1995  | 2013  | Olympique Lyon         | 98             | 17                | 24. Juli 2023   | 10 / 5 (2015, 2019)                          | 3       |         |             |                 |            |         |
| 10                                     | Laura Freigang           | 1. Februar 1998   | 2020  | Eintracht Frankfurt    | 21             | 12                | 24. Juli 2023 ▲ |                                              | 1       |         |             |                 |            |         |
| 09                                     | Svenja Huth              | 25. Januar 1991   | 2011  | VfL Wolfsburg          | 81             | 14                | 24. Juli 2023   | 5 (2019)                                     | 3       |         |             |                 |            |         |
| 14                                     | Lena Lattwein            | 2. Mai 2000       | 2018  | VfL Wolfsburg          | 30             | 1                 | 24. Juli 2023 ▲ |                                              | 2       |         |             |                 |            |         |
| 18                                     | Melanie Leupolz          | 14. April 1994    | 2013  | FC Chelsea             | 79             | 13                | 24. Juli 2023 ▼ | 10 / 2 (2015, 2019)                          | 1       |         |             |                 |            |         |
| 08                                     | Sydney Lohmann           | 19. Juni 2000     | 2018  | FC Bayern München      | 22             | 4                 | 7. Juli 2023 ▲  |                                              | 1       |         |             |                 |            |         |
| 20                                     | Lina Magull              | 15. August 1994   | 2015  | FC Bayern München      | 73             | 22                | 24. Juli 2023 ▼ | 5 / 2 (2019)                                 | 2       |         |             |                 |            |         |
| 06                                     | Lena Oberdorf            | 19. Dezember 2001 | 2019  | VfL Wolfsburg          | 38             | 3                 | 7. Juli 2023 ▼  | 4 (2019)                                     | 2       |         | 1           |                 |            |         |
| 11                                     | Alexandra Popp           | 6. April 1991     | 2010  | VfL Wolfsburg          | 129            | 64                | 24. Juli 2023 ▼ | 15 / 3 (2011, 2015, 2019)                    | 3       | 4       |             |                 |            |         |
| 07                                     | Lea Schüller             | 12. November 1997 | 2017  | FC Bayern München      | 48             | 32                | 24. Juli 2023 ▲ | 4 / 1 (2019)                                 | 3       | 1       |             |                 |            |         |
| Backup                                 |                          |                   |       |                        |                |                   |                 |                                              |         |         |             |                 |            |         |
|                                        | Janina Minge             | 1. Juni 1999      | 2023  | SC Freiburg            | 2              | 1                 | 24. Juni 2023 ▲ |                                              |         |         |             |                 |            |         |
| Trainerstab                            |                          |                   |       |                        |                |                   |                 |                                              |         |         |             |                 |            |         |
| Trainerin                              | Martina Voss-Tecklenburg | 22.12.1967        | 2019  | Deutscher Fußball-Bund | 125 88 54      | 27                |                 | 12 / 1 (1991, 1995, 1999) 4 (2015), 5 (2019) | 3       |         |             |                 |            |         |
| Co-Trainerin                           | Britta Carlson           | 03.03.1978        | 2018  | Deutscher Fußball-Bund | 31             | 4                 |                 | 5 (2019)                                     |         |         |             |                 |            |         |
| Co-Trainer                             | Michael Urbansky         | 28.08.1981        | 2022  | Deutscher Fußball-Bund |                |                   |                 |                                              |         |         |             |                 |            |         |
| Torwarttrainer                         | Michael Fuchs            | 04.01.1970        | 2018  | Deutscher Fußball-Bund |                |                   |                 | 18 (2007, 2015, 2019)                        |         |         |             |                 |            |         |
| Anmerkungen:1. 2. 3. 4. 5. 6. 7. 8. 9. |                          |                   |       |                        |                |                   |                 |                                              |         |         |             |                 |            |         |

### Auf Abruf stehende Spielerinnen
| Name                   | Geburtsdatum      | Debüt | Verein              | Einsätze | Tore | Letzter Einsatz   |     |
| Tor                    | Tor               | Tor   | Tor                 | Tor      | Tor  | Tor               | Tor |
| ---------------------- | ----------------- | ----- | ------------------- | -------- | ---- | ----------------- | --- |
| Maria Luisa Grohs      | 13. Juni 2001     | –     | FC Bayern München   | 0        | 0    | –                 |     |
| Julia Kassen           | 17. Mai 2002      | –     | SC Freiburg         | 0        | 0    |                   |     |
| Abwehr                 |                   |       |                     |          |      |                   |     |
| Jana Feldkamp          | 15. März 1998     | 2021  | TSG 1899 Hoffenheim | 15       | 0    | 11. November 2022 |     |
| Maximiliane Rall       | 18. November 1993 | 2018  | FC Bayern München   | 9        | 0    | 11. November 2022 |     |
| Joelle Wedemeyer       | 12. August 1996   | 2018  | VfL Wolfsburg       | 1        | 0    | 10. Juni 2018     |     |
| Mittelfeld und Angriff |                   |       |                     |          |      |                   |     |
| Fabienne Dongus        | 11. Mai 1994      | 2021  | TSG 1899 Hoffenheim | 5        | 0    | 6. September 2022 |     |
| Marie Müller           | 25. Juli 2000     | –     | SC Freiburg         | 0        | 0    |                   |     |

## Endrunde

### Auslosung
Für die am 22. Oktober 2022 stattgefundene Auslosung war die Mannschaft Topf 1 zugeordnet. Sie konnte somit nicht in eine Gruppe mit einem der Gastgeber Australien oder Neuseeland aber auch Titelverteidiger USA gelost werden. Die Mannschaft wurde als Gruppenkopf der Gruppe H ausgelost und spielt damit in der Gruppenphase in Australien. Zugelost wurden WM-Neuling Marokko, Kolumbien und Südkorea. Alle vier Mannschaften wurden bei ihrer letzten Kontinentalmeisterschaft Zweite. Bisher gab es keine Spiele gegen die drei Gruppengegner, aber auch die anderen Gruppengegner spielten noch nicht gegeneinander. Nach einem 6:0 im Auftaktspiel gegen Marokko, verlor die Mannschaft gegen Kolumbien durch ein Tor in der Nachspielzeit und schied nach einem 1:1 gegen Südkorea aus, da Marokko nach der Auftaktniederlage die beiden folgenden Spiele jeweils mit 1:0 gewann.

### Gruppenspiele
|                                                              |   |             |           |
| Mo., 24. Juli 2023, 18:30 Uhr* (10:30 Uhr MESZ) in Melbourne |   |             |           |
| Deutschland                                                  | – | Marokko     | 6:0 (2:0) |
| So., 30. Juli 2023, 19:30 Uhr* (11:30 Uhr MESZ) in Sydney    |   |             |           |
| Deutschland                                                  | – | Kolumbien   | 1:2 (0:0) |
| Do., 3. August 2023, 20:00 Uhr* (12:00 Uhr MESZ) in Brisbane |   |             |           |
| Südkorea                                                     | – | Deutschland | 1:1 (1:1) |

*: alle Anstoßzeiten in Ortszeit
| Pl. | Land        | Sp. | S | U | N | Tore    | Diff. | Punkte |
| --- | ----------- | --- | - | - | - | ------- | ----- | ------ |
| 1.  | Kolumbien   | 3   | 2 | 0 | 1 | 004:200 | +2    | 06     |
| 2.  | Marokko     | 3   | 2 | 0 | 1 | 002:600 | −4    | 06     |
| 3.  | Deutschland | 3   | 1 | 1 | 1 | 008:300 | +5    | 04     |
| 4.  | Südkorea    | 3   | 0 | 1 | 2 | 001:400 | −3    | 01     |